# ФК Мордовија Саранск
ФК Мордовија Саранск (рус. ФК Мордовия Саранск) је руски фудбалски клуб из Саранскa, Мордовије. Настао је 2005. године, спајањем сва фудбалска клуба.

## Историја
Клуб је основан 1961. године. Клуб је 2010. године је промовисан у Премијер лиги Русије. 8. маја 2012. Мордовија је победила ФК Шињик 2-0 код куће. 

### Промена имена
- 1961: Строител Саранск
- 1962–71: Спартак Саранск
- 1972–79: Екетросвет Саранск
- 1980–02: Светотехника Саранск
- 2003–04: Лисма-Мордовија Саранск
- 2005–: Мордовија Саранск (спојен са ФК Биохимик-Мордовија Саранск).